# Neue Pizzicato-Polka
Ne doit pas être confondu avec Pizzicato-Polka.
Neue Pizzicato-Polka (Nouvelle polka en pizzicato) est une polka de Johann Strauss II (op. 449). L’œuvre est peut-être créée au Hansa Hall de Hambourg au printemps 1892.

## Histoire
Johann Strauss compose cette polka pour la tournée de concerts de son frère Eduard à Hambourg, qui dure du 3 avril au 5 mai 1892, et il la lui offre pour qu'il la dirige. Cependant, on ne sait pas si Eduard joue réellement cette œuvre à Hambourg. 
L'œuvre ne doit pas être confondue avec l'ancienne Pizzicato Polka de 1869, composée ensemble par Johann et Josef Strauss. 

## Durée
Sa durée d'exécution est d'environ 3 minutes et 30 secondes. Elle peut varier quelque peu selon l'interprétation musicale du chef d'orchestre.

## Réutilisation musicale
Johann interpole la pièce dans son opérette Fürstin Ninetta (1893) en tant qu'entr'acte du ballet pour enfants.

## Postérité
La pièce est jouée lors du célèbre concert du nouvel an à Vienne :
- en 1949 et 1954, sous la direction de Clemens Krauss ;
- en 1956, 1958, 1960, 1964, 1966, 1969, 1971 et 1976, sous la direction de Willi Boskowsky ;
- en 1980 et 1985, sous la direction de Lorin Maazel ;
- en 1988, sous la direction de Claudio Abbado ;
- en 1992, sous la direction de Carlos Kleiber ;
- en 1997, sous la direction de Riccardo Mutti ;
- en 2006, sous la direction de Mariss Jansons ;
- en 2024, sous la direction de Christian Thielemann.